# Microstylum acutirostre
Microstylum acutirostre là một loài ruồi trong họ Asilidae. Microstylum acutirostre được Loew miêu tả năm 1852.